# CSI 5-Men 2018
La CSI 5-Men 2018 è la 1ª edizione del campionato nazionale minore di football a 5 organizzato dal CSI. Il campionato è iniziato il 25 marzo ed è terminato il 22 aprile 2018.
Si tratta di un campionato dilettantistico, per il quale non è necessaria la presenza di coach certificati in campo, questo lo rende un campionato “entry level”, con costi contenuti e poche squadre partecipanti.
Dalla prossima edizione di questo campionato, i giocatori tesserati FIDAF avranno la possibilità di partecipare come giocatori e/o coach, grazie alla convenzione siglata dalle due federazioni. Questa convenzione darà la possibilità alla CSI di creare un campionato con squadre e giocatori più preparati, ed ai giocatori FIDAF più inesperti di fare esperienza sul campo in un campionato minore, nel quale c’è anche meno rischio di infortuni.

## Squadre partecipanti
| Club              | Città       | Stadio                       | Sponsor ufficiale |
| ----------------- | ----------- | ---------------------------- | ----------------- |
| Bears Alessandria | Alessandria |                              |                   |
| Commandos Brianza | Lecco       | Centro Polisportivo Al Bione |                   |
| Leoni Udine       | Udine       |                              |                   |

## Stagione regolare

### Calendario

#### 1ª giornata
| Castelceriolo 25 marzo 2018, ore 15:00 CEST | Bears Alessandria | 0 – 31 | Commandos Brianza |  |

#### 2ª giornata
| Orgnano 8 aprile 2018, ore 14:00 CEST | Leoni Udine | 60 – 0 | Bears Alessandria |  |

| Orgnano 8 aprile 2018, ore 15:30 CEST | Commandos Brianza | 13 – 62 | Leoni Udine |  |

#### 3ª giornata
| Lecco 22 aprile 2018, ore 14:00 CEST | Commandos Brianza | 12 – 39 | Leoni Udine | Centro Polisportivo Al Bione |

| Lecco 22 aprile 2018, ore 15:30 CEST | Leoni Udine | 70 – 6 | Bears Alessandria | Centro Polisportivo Al Bione |

| Lecco 22 aprile 2018, ore 17:00 CEST | Bears Alessandria | 0 – 40 | Commandos Brianza | Centro Polisportivo Al Bione |

### Classifica
- PCT = percentuale di vittorie, G = partite giocate, V = partite vinte, P = partite perse, PF = punti fatti, PS = punti subiti

| Pos. | Squadra           | PCT   | G | V | P | PF  | PS  |
| ---- | ----------------- | ----- | - | - | - | --- | --- |
| 1    | Leoni Udine       | 1.000 | 4 | 4 | 0 | 231 | 31  |
| 2    | Commandos Brianza | .500  | 4 | 2 | 2 | 96  | 101 |
| 3    | Bears Alessandria | .000  | 4 | 0 | 4 | 6   | 201 |

## Verdetti
- Leoni Udine Campioni CSI 5-Men 2018.